# Сімоне Герц
Сімоне Герц (при народженні — Сімоне Луна Луїза Седерлунд Герц, швед. Simone Luna Louise Söderlund Giertz [jæʈʂ]; нар. 1 листопада 1990 року, Стокгольм, Швеція) — шведська винахідниця (робототехніка), блогерка, телепродюсерка, телевізійна і YouTube постать. Працювала раніше в спортивній журналістиці в сфері змішаних бойових мистецтв, а також редакторкою офіційного сайту Швеції Sweden.se.

## Біографія
Сімоне Герц народилася в Стокгольмі в Швеції. Дочка відомої телеведучої Кароліни Герц. Описує свою матір як «мисливицю за привидами» через її роботу над паранормальнмих реаліті-шоу «Невідоме». Герц також є нащадком засновника корпорації Ericsson Ларса Магнуса Ерікссона.
Штучним інтелектом вундеркіндка почала захоплюватися з 8 років. У 2013 році Сімоне знайшла набір початківця-робототехніка і з тих пір з головою поринула в програмування і інженерну справу. Мета Герц — розповісти і показати світу, що електронні пристрої можуть бути абсолютно не нудними, а навпаки — дуже навіть цікавими.
У віці 16 років Герц провела рік в Китаї студенткою по обміну. За цей час освоїла на базовому рівні китайську, взяла участь в китайському ситкомі під назвою Huan Xi Long Xia Dang (кит.: 欢喜龙虾档 «Щасливий ресторан з омарами»), зігравши Кетрін, американську дівчину, яка пошлюбила китайця.
Герц вивчала фізику в Королівському технологічному інституті в Стокгольмі. Вона завжди мріяла стати вченою, але на першому курсі зрозуміла, що це не її. Провчившись рік, кинула навчання, стала самоучкою і розібралася в електроніці самостійно. Вона стала створювати незвичайних роботів і знімати відео для свого блогу.
Згідно з інформацією на вересень 2017 року, Сімоне Герц живе і працює в Сан-Франциско в штаті Каліфорнія.
30 квітня 2018 року Герц повідомила на своєму ютуб-каналі, що у неї діагностували доброякісну пухлину мозку.

## Кар'єра
Герц згадує, що була натхненна в дитинстві мультиплікаційним персонажем «Гвинт Розбовтайло», який в подальшому став стимулом для її винаходів і досліджень в області інженерно-технічної діяльності та комп'ютерного програмування. У 2013 році вона запустила канал в YouTube, де з гумором продемонструвала, як знайти рішення для автоматизації повсякденних завдань.
З ростом міжнародної популярності Герц отримала прізвисько «Королева безглуздих роботів» і стала брати участь в різних телевізійних програмах, а також давати інтерв'ю в медіа по всьому світу. У квітні 2018 року її канал на YouTube налічував 963,200 підписників. Серед найвідоміших творінь Герц — «машина для сніданку», «машина оплесків» і «машина пробудження», яка завдяки серії ляпасів допомагає не проспати вранці.
У 2016 році Герц розпочала роботу з проєктом Адама Севіджа Tested.com в Сан-Франциско. У 2017 році стала ведучою телепрограми «Manick» на TV6 разом з коміком Ніссе Галлбергом. Основна ідея шоу полягає в тому, що ведучі придумують цікаві творчі вирішення повсякденних проблем.